# Соревнования «Дружба-84» по гребле на байдарках и каноэ
Регата по гребле на байдарках и каноэ на международных соревнованиях «Дружба-84» прошла в Восточном Берлине 21 и 22 июля 1984 года. Были разыграны двенадцать комплектов наград, девять в мужских дисциплинах и три в женских.

## Призёры

### Мужчины
| Дисциплина               | Золото                                                                 | Золото  | Серебро                                                                    | Серебро | Бронза                                                            | Бронза  |
| ------------------------ | ---------------------------------------------------------------------- | ------- | -------------------------------------------------------------------------- | ------- | ----------------------------------------------------------------- | ------- |
| Каноэ-одиночка 500 м     | Олаф Хойкродт (GDR)                                                    | 2:07,41 | Иван Клементьев (URS)                                                      | 2:07,62 | Ян Пинчура (POL)                                                  | 2:09,47 |
| Каноэ-одиночка 1000 м    | Иван Клементьев (URS)                                                  | 4:27,28 | Йёрг Шмидт (GDR)                                                           | 4:29,56 | Иржи Врдловец (TCH)                                               | 4:31,14 |
| Каноэ-двойка 500 м       | СССР · Сергей Пострехин · Василий Берёза                               | 1:51,09 | ГДР · Ульрих Папке · Александер Шук                                        | 1:52,10 | Венгрия · Янош Шаруши Киш · Дьюла Хайду                           | 1:52,33 |
| Каноэ-двойка 1000 м      | ГДР · Олаф Хойкродт · Александер Шук                                   | 3:56,23 | СССР · Иван Ковальчук · Эдем Мурадасилов                                   | 3:56,92 | Польша · Марек Лбик · Марек Доперала                              | 3:58,18 |
| Байдарка-одиночка 500 м  | Владимир Парфенович (URS)                                              | 1:53,31 | Андреас Штеле (GDR)                                                        | 1:54,99 | Андраш Райна (HUN)                                                | 1:58,40 |
| Байдарка-одиночка 1000 м | Рюдигер Хельм (GDR)                                                    | 4:08,84 | Витольд Терехович (POL)                                                    | 4:11,97 | Феликс Масар (TCH)                                                | 4:12,51 |
| Байдарка-двойка 500 м    | СССР · Сергей Суперата · Виктор Пусев                                  | 1:39,63 | Польша · Януш Вегнер · Витольд Терехович                                   | 1:42,10 | ГДР · Йенс Фидлер · Ханс-Йорг Близенер                            | 1:43,27 |
| Байдарка-двойка 1000 м   | СССР · Сергей Суперата · Виктор Пусев                                  | 3:35,90 | ГДР · Андре Воллебе · Франк Фишер                                          | 3:37,82 | Куба · Хорхе Л. Гарсия · Рейнальдо Куниль                         | 3:37,99 |
| Байдарка-четвёрка 1000 м | ГДР · Йенс Фидлер · Петер Хемпель · Рюдигер Хельм · Ханс-Йорг Близенер | 3:12,69 | Польша · Данель Велна · Казимеж Кшижаньский · Януш Вегнер · Гжегож Кравцов | 3:13,36 | Венгрия · Андраш Райна · Жолт Дьюлаи · Иштван Йоош · Чаба Абрахам | 3:14,10 |

### Женщины
| Дисциплина              | Золото                                                                     | Золото  | Серебро                                                      | Серебро | Бронза                                                          | Бронза  |
| ----------------------- | -------------------------------------------------------------------------- | ------- | ------------------------------------------------------------ | ------- | --------------------------------------------------------------- | ------- |
| Байдарка-одиночка 500 м | Биргит Фишер (GDR)                                                         | 2:05,69 | Рита Кёбан (HUN)                                             | 2:07,53 | Галина Алексеева (URS)                                          | 2:09,36 |
| Байдарка-двойка 500 м   | ГДР · Биргит Фишер · Карста Кюн                                            | 1:53,55 | СССР · Галина Алексеева · Елена Дудина                       | 1:55,37 | Венгрия · Рита Кёбан · Эрика Геци                               | 1:56,52 |
| Байдарка-четвёрка 500 м | СССР · Галина Алексеева · Елена Дудина · Ирина Саломыкова · Нелли Ефремова | 1:41,77 | ГДР · Биргит Фишер · Карста Кюн · Хайке Зингер · Катрин Гизе | 1:43,41 | Венгрия · Рита Кёбан · Эрика Геци · Эва Ракус · Каталин Поважан | 1:44,56 |

### Медальный зачёт
| Место | Страна       | Золото | Серебро | Бронза | Всего |
| ----- | ------------ | ------ | ------- | ------ | ----- |
| 1     | ГДР          | 6      | 5       | 1      | 12    |
| 2     | СССР         | 6      | 3       | 1      | 10    |
| 3     | Польша       | 0      | 3       | 2      | 5     |
| 4     | Венгрия      | 0      | 1       | 5      | 6     |
| 5     | Чехословакия | 0      | 0       | 2      | 2     |
| 6     | Куба         | 0      | 0       | 1      | 1     |
| Итого | Итого        | 12     | 12      | 12     | 36    |

## Результаты финалов

### Мужчины
500 метров
Байдарка-одиночка
| Место | Спортсмен           | Результат |
| ----- | ------------------- | --------- |
| 1     | Владимир Парфенович | 1:53,31   |
| 2     | Андреас Штеле       | 1:54,99   |
| 3     | Андраш Райна        | 1:58,40   |
| 4     | Гжегож Кравцов      | 2:00,32   |
| 5     | Борислав Муеров     | 2:03,05   |
| 6     | Х. Эрнандес         | 2:03,44   |
| —     | Томаш Судер         | DNF       |

Байдарка-двойка
| Место | Спортсмены                        | Результат |
| ----- | --------------------------------- | --------- |
| 1     | Сергей Суперата, Виктор Пусев     | 1:39,63   |
| 2     | Януш Вегнер, Витольд Терехович    | 1:42,16   |
| 3     | Йенс Фидлер, Ханс-Йорг Близенер   | 1:43,27   |
| 4     | Отто Ковач, Тамаш Селеши          | 1:43,63   |
| 5     | Павел Гавелка, Милош Райх         | 1:45,45   |
| 6     | Хорхе Л. Гарсия, Рейнальдо Куниль | 1:47,12   |
| 7     | Янко Мандаджиев, Божидар Миленков | 1:51,99   |

Каноэ-одиночка
| Место | Спортсмен       | Результат |
| ----- | --------------- | --------- |
| 1     | Олаф Хойкродт   | 2:07,41   |
| 2     | Иван Клементьев | 2:07,62   |
| 3     | Ян Пинчура      | 2:09,47   |
| 4     | Иржи Врдловец   | 2:11,38   |
| 5     | Тамаш Будаи     | 2:12,23   |
| 6     | Георгий Иванов  | 2:17,66   |

Каноэ-двойка
| Место | Спортсмены                       | Результат |
| ----- | -------------------------------- | --------- |
| 1     | Сергей Пострехин, Василий Берёза | 1:51,09   |
| 2     | Ульрих Папке, Александер Шук     | 1:52,10   |
| 3     | Янош Шаруши Киш, Дьюла Хайду     | 1:52,33   |
| 4     | Марек Лбик, Марек Висла          | 1:52,92   |
| 5     | Руснак, Рада                     | 1:55,40   |
| 6     | Севдалин Илков, Цветан Георгиев  | 1:56,39   |

1000 метров
Байдарка-одиночка
| Место | Спортсмен             | Результат |
| ----- | --------------------- | --------- |
| 1     | Рюдигер Хельм         | 4:08,84   |
| 2     | Витольд Терехович     | 4:11,97   |
| 3     | Феликс Масар          | 4:12,51   |
| 4     | Чаба Абрахам          | 4:12,59   |
| 5     | Александр Акунишников | 4:12,71   |
| 6     | Георгий Райчевский    | 4:17,41   |

Байдарка-двойка
| Место | Спортсмены                         | Результат |
| ----- | ---------------------------------- | --------- |
| 1     | Сергей Суперата, Виктор Пусев      | 3:35,90   |
| 2     | Андре Воллебе, Франк Фишер         | 3:37,82   |
| 3     | Хорхе Л. Гарсия, Рейнальдо Куниль  | 3:37,99   |
| 4     | Тибор Хейи, Кальман Петрович       | 3:39,58   |
| 5     | Войцех Флорчак, Кшиштоф Щепаньский | 3:44,24   |
| 6     | Павел Гавелка, Милош Райх          | 3:49,03   |
| 7     | Димитров, Колев                    | 3:54,43   |

Байдарка-четвёрка
| Место | Спортсмены                                                            | Результат |
| ----- | --------------------------------------------------------------------- | --------- |
| 1     | Йенс Фидлер, Петер Хемпель, Рюдигер Хельм, Ханс-Йорг Близенер         | 3:12,69   |
| 2     | Данель Велна, Казимеж Кшижаньский, Януш Вегнер, Гжегож Кравцов        | 3:13,36   |
| 3     | Андраш Райна, Жолт Дьюлаи, Иштван Йоош, Чаба Абрахам                  | 3:14,10   |
| 4     | Владимир Парфенович, Александр Водоватов, Сергей Чухрай, Артурас Вета | 3:14,68   |
| 5     | Томаш Судер, Богуслав Мах, Вратислав Одварко, Долойс                  | 3:19,43   |
| 6     | Борислав Муеров, Димитров, Георгий Райчевский, Иван Лазаров           | 3:21,86   |
| 7     | Матаморос, Х. Эрнандес, Марреро, Мендес                               | 3:22,15   |

Каноэ-одиночка
| Место | Спортсмен       | Результат |
| ----- | --------------- | --------- |
| 1     | Иван Клементьев | 4:27,28   |
| 2     | Йёрг Шмидт      | 4:29,56   |
| 3     | Иржи Врдловец   | 4:31,14   |
| 4     | Тамаш Будаи     | 4:32,33   |
| 5     | Ян Пинчура      | 4:33,63   |
| 6     | Георгий Иванов  | 4:53,63   |

Каноэ-двойка
| Место | Спортсмены                       | Результат |
| ----- | -------------------------------- | --------- |
| 1     | Олаф Хойкродт, Александер Шук    | 3:56,23   |
| 2     | Иван Ковальчук, Эдем Мурадасилов | 3:56,92   |
| 3     | Марек Лбик, Марек Доперала       | 3:58,18   |
| 4     | Янош Шаруши Киш, Иштван Вашкути  | 4:03,32   |
| 5     | Петр Прохазка, Ян Бартунек       | 4:05,99   |
| 6     | Петр Божилов, Димитр Смилянов    | 4:11,73   |

### Женщины
500 метров
Байдарка-одиночка
| Место | Спортсменка      | Результат |
| ----- | ---------------- | --------- |
| 1     | Биргит Фишер     | 2:05,69   |
| 2     | Рита Кёбан       | 2:07,53   |
| 3     | Галина Алексеева | 2:09,36   |
| 4     | Яна Полаковичова | 2:14,71   |
| 5     | Ваня Гешева      | 2:14,98   |
| 6     | Воккенфус        | 2:22,19   |

Байдарка-двойка
| Место | Спортсменки                     | Результат |
| ----- | ------------------------------- | --------- |
| 1     | Биргит Фишер, Карста Кюн        | 1:53,55   |
| 2     | Галина Алексеева, Елена Дудина  | 1:55,57   |
| 3     | Рита Кёбан, Эрика Геци          | 1:56,52   |
| 4     | Эва Эйхлер, Мрозик              | 2:02,15   |
| 5     | Огняна Петрова, Иванка Бадалска | 2:02,45   |
| 6     | Яна Фикейжова, Зузана Горакова  | 2:04,96   |

Байдарка-четвёрка
| Место | Спортсменки                                                      | Результат |
| ----- | ---------------------------------------------------------------- | --------- |
| 1     | Галина Алексеева, Елена Дудина, Ирина Саломыкова, Нелли Ефремова | 1:41,77   |
| 2     | Биргит Фишер, Карста Кюн, Хайке Зингер, Катрин Гизе              | 1:43,41   |
| 3     | Рита Кёбан, Эрика Геци, Эва Ракус, Каталин Поважан               | 1:44,56   |
| 4     | Ваня Гешева, Иванка Бадалска, Огняна Петрова, Маринова           | 1:49,29   |
| 5     | Качка, Мрозик, Эва Эйхлер, Левицка                               | 1:49,97   |
| 6     | Яна Полаковичова, Фонодова, Зузана Горакова, Яна Фикейжова       | 1:52,92   |